# Leiomiom
Leiomiomul sau liomiomul (greacă: leios = neted; myos = mușchi; oma = tumoră) este o tumoră benignă alcătuită din țesut muscular neted observată în special în uter și tractul gastrointestinal.
În fibroleiomiom se asociază un țesut fibros colagenos.
În tractul digestiv, leiomiomul poate fi observat în toate segmentele, dar localizarea cea mai comună este stomacul. O formă specială este leiomiomul epitelioid sau leiomioblastomul.
În organele genitale feminine, leiomioamele sunt localizate în principal în uter (leiomiomul uterin sau fibromul uterin), mai rar în vagin și în ligamentele parauterine.